# مونلری
مونلری (به فرانسوی: Montlhéry) (فرانسوی: [mɔ̃.le. ʁi]) یک کمون در بخش اسون در ایل-دو-فرانس در شمال فرانسه واقع شده‌است. فاصلهٔ این شهر تا پاریس ۲۶ کیلومتر (۱۶٫۲ مایل) است.

## شخصیت‌ها
- آنری اوریر، دارندهٔ مدال طلای المپیک در اسکی آلپاین.
- پل فور، شاعر و نمایش‌نامه نویس قرن نوزده و بیست میلادی فرانسه.